# Raimund Schittenhelm
 Raimund Schittenhelm (* 1947 in Wildon, Steiermark, Österreich) ist ein ehemaliger Berufsoffizier des österreichischen Bundesheeres mit dem letzten Dienstgrad General. Er war zwischen 2002 und 2011 Kommandant der Landesverteidigungsakademie.

## Leben
Raimund Schittenhelm trat in das Österreichische Bundesheer ein und absolvierte bis 1970 die Offiziersausbildung an der Theresianischen Militärakademie in Wiener Neustadt.
Er hatte Funktionen als Zugs- und Kompaniekommandant sowie als Adjutant bei der 5. Jägerbrigade. 1975 bis 1978 absolvierte er die Generalstabsausbildung. Von 1982 bis 1983 war er Kommandant des Panzerbataillons 10 in St. Pölten-Spratzern.
Raimund Schittenhelm hatte mehrere Verwendungen in der Landesverteidigungsakademie, bis er 1987 Leiter der Adjutantur und 1. Adjutant des Bundesministers für Landesverteidigung wurde. 1990 bis 1999 war er Chef des Kabinetts im Bundesministerium und daraufhin bis 2001 Stabschef des Verteidigungsministers Herbert Scheibner.
Vom Jänner 2002 bis Juni 2011 war er Kommandant der Landesverteidigungsakademie.

## Sonstiges
Er ist mit Dorothea Schittenhelm verheiratet und hat zwei Kinder. Er führt den Akademischen Grad Magister (Mag.).

## Auszeichnungen (Auszug)
- 2000: Großes Goldenes Ehrenzeichen für Verdienste um die Republik Österreich[1]
- 2011: Großes Silbernes Ehrenzeichen mit dem Stern für Verdienste um die Republik Österreich[2]
- Wehrdienstzeichen 1. Klasse
- Wehrdienstzeichen 2. Klasse
- Wehrdienstzeichen 3. Klasse
- Wehrdienstmedaille in Bronze